# Erigone lata
Erigone lata là một loài nhện trong họ Linyphiidae.
Loài này thuộc chi Erigone. Erigone lata được Da-xiang Song & Li miêu tả năm 2008.